# Colpo di stato in Lituania del 1926
Il colpo di Stato lituano del 1926 (in lituano 1926-ųjų perversmas) fu un colpo di Stato militare avvenuto in Lituania che portò alla sostituzione dell'esecutivo eletto democraticamente con un governo autoritario conservatore guidato da Antanas Smetona. Il golpe ebbe luogo il 17 dicembre 1926 e fu in gran parte organizzato dall'esercito: il ruolo di Smetona resta oggetto di dibattito storiografico. A seguito dell'avvenimento, si suggellò la presenza all'esecutivo dell'Unione nazionalista lituana, la formazione politica più conservatrice dell'epoca. Prima del 1926, il partito di recente fondazione non aveva ottenuto risultati di una certa risonanza. Nell'anno del golpe, i suoi membri erano circa 2 000 e avevano ottenuto solo tre seggi alle elezioni parlamentari. Il partito dei Democratici Cristiani, che vantava il maggiore numero di deputati nominati al Seimas (parlamento) all'epoca, appoggiò più o meno tacitamente con i militari e conferì legittimità costituzionale al colpo di Stato, ma non accettò di ricoprire alcuna carica nel nuovo esecutivo e si ritirò nel maggio 1927. Dopo che l'esercito passò il potere al governo civile, esso cessò di svolgere un ruolo diretto nella vita politica.

## Contesto storico
Nel 1795, la Lituania era stata incorporata dall'Impero russo e rimase in tale situazione fino a quando fu occupata dalla Germania durante la prima guerra mondiale. La Lituania si dichiarò indipendente in seguito il 16 febbraio 1918. A padroneggiare nei due anni successivi furono le guerre d'indipendenza, le quali ritardarono il riconoscimento internazionale e la creazione di istituzioni politiche nazionali. L'esercito appena formato combatté contro i bolscevichi, i bermontiani (gruppi militari russi attivi nella guerra civile) e la Polonia. Proprio quest'ultima, desiderosa di allargare i suoi domini, annesse nell'ottobre 1920 Vilnius, la capitale storica e moderna della Lituania, assieme all'area circostante. A seguito di un controverso procedimento grazie a cui Varsavia acquisì il predominio su Vilnius, si generarono continue tensioni tra le due potenze confinanti durante il periodo interbellico. La seconda città più grande del Paese baltico, Kaunas, acquisì nel frattempo la designazione di capitale provvisoria dello stato.
L'Assemblea costituente della Lituania, eletta nell'aprile 1920, adottò una carta fondamentale nell'agosto 1922 e le prime elezioni della giovane repubblica per eleggere il Seimas (parlamento) ebbero luogo nell'ottobre 1922. La questione costituzionale più controversa riguardò il ruolo della presidenza: alla fine, i poteri del governo ricaddero pesantemente appesantiti a favore del parlamento unicamerale. I suoi membri, eletti dal popolo per tre anni, eleggevano appena entrati in carica loro stessi un presidente, il quale era autorizzato a nominare un primo ministro. Quest'ultima figura aveva poi il compito di confermare un gabinetto dei ministri. Il mandato presidenziale era limitato a non più di due mandati triennali consecutivi. Il sistema parlamentare si dimostrò presto instabile: tra il novembre 1918 e il dicembre 1926 videro la luce ben 11 gabinetti.
I principali attori politici all'epoca del golpe erano stati attivi durante il movimento per l'indipendenza e i primi anni della repubblica. Antanas Smetona si era distinto per essere stato il primo presidente della Lituania tra l'aprile 1919 e il giugno 1920; pur essendosi poi ritirato formalmente dalla scena politica, si occupò di giornalismo politico e non mancò di esprimere delle critiche, le quali gli costarono una breve pena detentiva che scontò nel 1923. Un'altra figura di spicco del momento era Augustinas Voldemaras, che aveva rappresentato la Lituania al momento della ratifica del trattato di Brest-Litovsk, nel 1918, e successivamente aveva operato in veste di primo ministro, ministro della Difesa e poi degli Affari Esteri. Pur avendo lasciato il governo nel 1920, continuò ad esercitare una certa influenza nel suo Paese in virtù dei suoi sforzi finalizzati al raggiungimento dell'autonomia. Altri due eminenti politici che esercitarono in futuro un ruolo nel golpe del 1926 furono Kazys Grinius e Mykolas Sleževičius. Il primo aveva presieduto una commissione di rimpatrio dopo la prima guerra mondiale, e continuò a servire come capo del 6° gabinetto dei ministri e nel primo e secondo Seimas. Mykolas Sleževičius era stato primo ministro nel 1918 e 1919, aveva supervisionato l'organizzazione delle forze armate lituane nel 1920 ed aveva partecipato alla legislatura dal 1922 al 1926.

### Elezioni del 1926
| Risultati delle elezioni parlamentari del 1926 | Risultati delle elezioni parlamentari del 1926 |
| Partito                                        | Seggi                                          |
| ---------------------------------------------- | ---------------------------------------------- |
| Blocco Democratico Cristiano (krikdemai)       | 30                                             |
| Unione Popolare Contadina (liaudininkai)       | 22                                             |
| Socialdemocratici (socdemai)                   | 15                                             |
| Unione dei Nazionalisti (tautininkai)          | 3                                              |
| Partito degli Agricoltori                      | 2                                              |
| Minoranze (tedeschi, ebrei e polacchi)         | 13                                             |
| Totale                                         | 85                                             |

Tra l'8 e il 10 maggio 1926 si tennero le elezioni parlamentari per eleggere il terzo Seimas. Per la prima volta dal 1920, il blocco guidato dal Partito Dei Democratici Cristiani (PDC), che sosteneva fortemente la Chiesa cattolica e il suo clero, non ottenne la maggioranza. Il popolo lituano appariva deluso da tale soggetto politico, poiché i suoi appartenenti erano stati travolti da diversi scandali finanziari: Juozas Purickas aveva usato i suoi privilegi diplomatici a Mosca per ottenere cocaina e saccarina; Eliziejus Draugelis e Petras Josiukas avevano acquistato grasso di maiale affumicato di bassa qualità a buon mercato dalla Germania invece che rivolgersi agli agricoltori lituani; il ministro delle Finanze, Vytautas Petrulis, aveva trasferito una grossa somma di denaro dal bilancio statale al suo conto personale. Le strategie del partito per far fronte a una crisi economica suscitarono malumori tra le fasce della popolazione.
Un'ulteriore tensione sorse quando il concordato del 1925 tra la Polonia e la Santa Sede riconobbe unilateralmente Vilnius come provincia ecclesiastica della Polonia, nonostante le richieste lituane di subordinare la chiesa cittadina a Roma. Sebbene non fosse tradizionalmente una politica della curia quella di giungere un accordo di questo genere, la decisione ricevette aspre contestazioni da molti baltici. La scelta implicava che il Papa riconoscesse le pretese polacche su Vilnius, circostanza che generò una perdita di prestigio per la Democrazia Cristiana. Le relazioni diplomatiche con la Santa Sede furono interrotte e non migliorarono quando papa Pio XI istituì e riorganizzò unilateralmente le province ecclesiastiche lituane nell'aprile 1926, senza riguardo alle proposte e alle richieste baltiche.
L'Unione Popolare Contadina e i Socialdemocratici formarono una coalizione di sinistra in opposizione al PDC. Tuttavia, la coalizione non costituiva ancora una maggioranza e ha continuato ad aggiungere rappresentanti delle minoranze in Lituania: tedeschi della regione di Klaipėda, polacchi ed ebrei. Il 7 giugno, Kazys Grinius fu eletto terzo presidente della Lituania e Mykolas Sleževičius divenne primo ministro. Entrambi erano membri dell'Unione Popolare Contadina.

## Il golpe

### Cause
Le ragioni del golpe rimangono oggetto di dibattito storiografico. La situazione interna era decisamente travagliata; gli storici hanno indicato specifici precedenti europei negli anni '20 che potrebbero aver avuto un'influenza, tra cui la marcia su Roma del 1922 di Benito Mussolini e il colpo di Stato di maggio del 1926 di Józef Piłsudski in Polonia. Altri storici hanno considerato tendenze più generali in Europa che hanno portato a governi più o meno antidemocratici in quasi tutte le nazioni dell'Europa centrale e orientale entro la fine degli anni '30. L'eccessivo multipartitismo e la fragilità delle democrazie del periodo interbellico evidenziavano una mancanza di volontà di compromesso e consentono di comprendere il moltiplicarsi delle problematiche interne. Gli storici hanno altresì discusso del diffuso timore del comunismo come fattore scatenante, unito alla mancanza di formazioni politiche di centro che potessero raggiungere compromessi tra i partiti di destra e quelli di sinistra. Entrambi i partiti estremisti si accusavano a vicenda di bolscevismo e fascismo.
Dopo le elezioni di maggio, il governo Grinius/Sleževičius revocò la legge marziale, ancora in vigore a Kaunas e in altre località, ripristinò le libertà democratiche e concesse un'ampia amnistia ai prigionieri politici. Per la prima volta, la Lituania poteva dirsi una realtà veramente democratica. Tuttavia, il cambiamento non incontrò l'approvazione universale. Molti dei prigionieri rilasciati erano comunisti che avevano presto sfruttato le nuove libertà di parola per organizzare una protesta a cui avevano partecipato circa 400 persone a Kaunas il 13 giugno. La polizia disperse nel corso della stessa giornata i manifestanti. L'opposizione del nuovo governo approfittò di questa protesta come pretesto per attaccare al governo, sostenendo che consentiva alle organizzazioni illegali (essendo il Partito Comunista della Lituania o PCL ancora fuorilegge) per continuare liberamente le loro attività. Nonostante la parca risonanza della sommossa cittadina, l'incidente andò giudicato come una grave minaccia per la Lituania e le sue forze armate, con varie frange che dichiaravano il governo non idoneo ad affrontare questa minaccia.
Ulteriori accuse di "bolscevizzazione" avvennero dopo che la Lituania firmò il patto di non aggressione lituano-sovietico del 28 settembre 1926. Il trattato fu concepito dal precedente governo, al tempo dominato dai democristiani. Tuttavia, questi ultimi votarono contro l'intesa, mentre Antanas Smetona la appoggiava con forza. Egli innescò aspre critiche quando la Lituania scambiò il riconoscimento sovietico dei suoi diritti sulla regione di Vilnius per l'isolamento internazionale, poiché il trattato richiedeva che la Lituania non suggellasse altre alleanze con altri paesi. All'epoca, l'Unione Sovietica non faceva parte della Società delle Nazioni e la Francia e il Regno Unito stavano cercando alleati affidabili altrove nell'Europa orientale. Ciò spinse i Paesi baltici a immaginare di stipulare un'alleanza autonomamente. Il 21 novembre, una manifestazione studentesca contro la "bolscevizzazione" è stata dispersa con la forza dalla polizia. Circa 600 studenti lituani si radunarono vicino a un sindacato dei lavoratori a guida comunista. La polizia, temendo scontri armati tra i due gruppi, intervenne e tentò di fermare presto la manifestazione. Durante i tafferugli, sette agenti rimasero feriti e tredici studenti finirono arrestati. Nel tentativo di rovesciare legalmente il governo, i democristiani proposero una mozione di sfiducia in risposta all'incidente, ma questa andò respinta.
Un'altra protesta pubblica esplose quando il governo, cercando il sostegno delle minoranze etniche, permise l'apertura di oltre 80 scuole polacche in Lituania. All'epoca, il governo biancorosso stava chiudendo le scuole lituane nella regione di Vilnius. La coalizione al potere si confrontò direttamente con i democristiani quando proposero una bozza legislativa nel 1927 che riduceva gli stipendi al clero e i sussidi alle scuole cattoliche. Ulteriori controversie nacquero quando si presentò un programma riformistico militare che prevedeva un ridimensionamento incauto per il periodo storico. Circa 200 ufficiali militari di orientamento conservatore subirono il licenziamento. Con tali premesse, si cominciò a pianificare un golpe.

### Preparativi

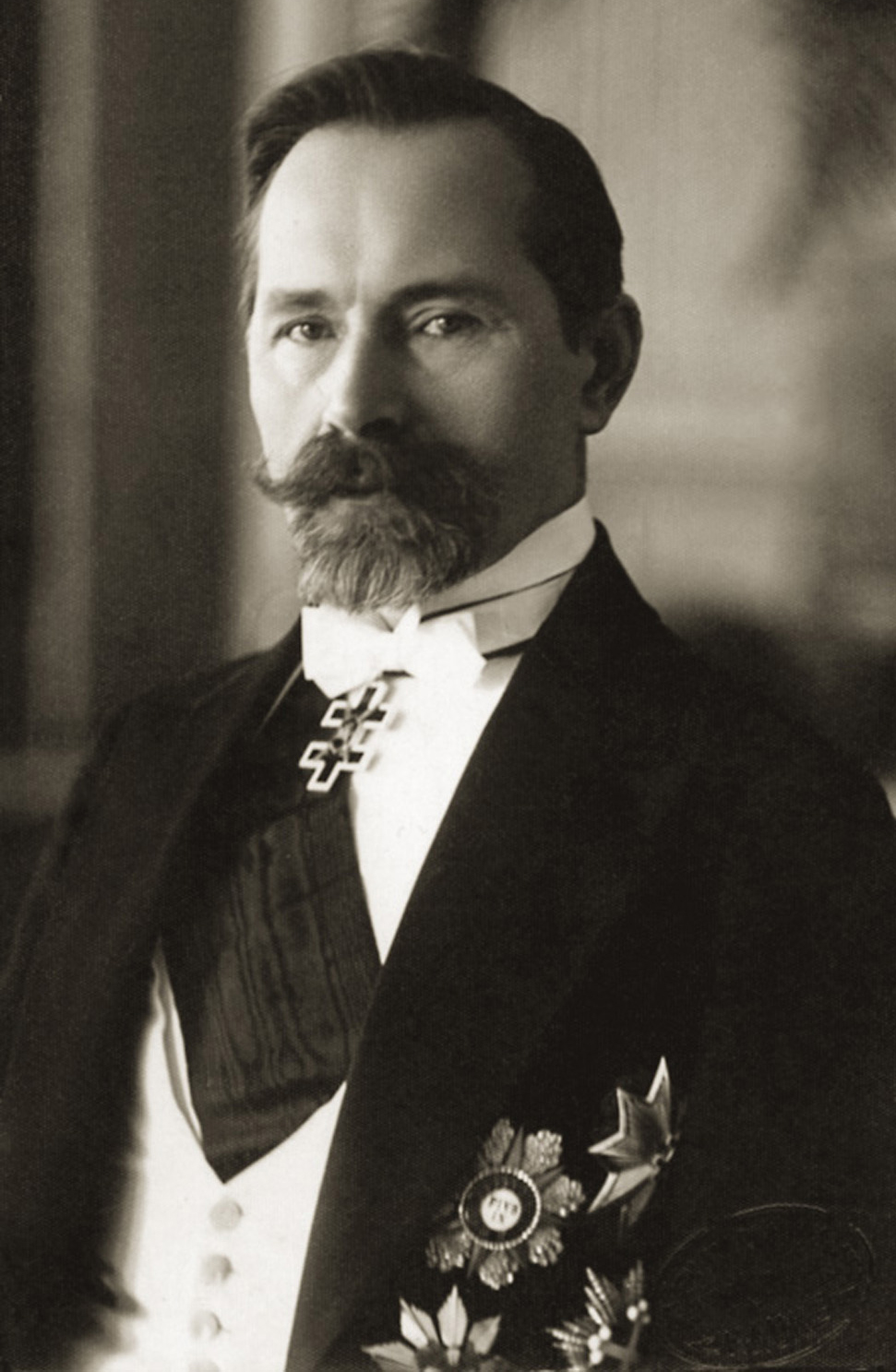
Antanas Smetona e il suo partito furono i principali beneficiari del colpo di stato

Si è sviluppato un vivace dibattito accademico riguardo al coinvolgimento di Antanas Smetona nella pianificazione del colpo di stato. Nel 1931, Augustinas Voldemaras, che da allora era stato estromesso dal governo e costretto all'esilio, scrisse che Smetona stava immaginando il golpe dal 1925. Lo storico Zenonas Butkus affermò che l'idea nacque già nel lontano 1923. Tuttavia, questo lasso di tempo resta controverso, dal momento che i militari non agirono fino all'autunno del 1926. Il segretario personale di Smetona, Aleksandras Merkelis, sostenne che questo era a conoscenza del colpo di Stato, ma né ne incentivò la realizzazione né lo organizzò. Prima del golpe, Smetona era stato l'editore di Lietuvis (Il lituano) e un cambiamento nel suo orientamento avvenuto a fine novembre è stato addotto come prova del fatto che non era stato informato dell'operazione fino a quel momento. Prima che uscisse il numero del 25 novembre, il giornale rimaneva critico nei confronti del governo e del PDC. In quella data, tuttavia, il giornale pubblicò diversi articoli sulla protesta studentesca del 21 novembre e un articolo intitolato La minaccia del bolscevismo alla Lituania. Quest'ultimo sosteneva che i comunisti rappresentavano una minaccia reale e che l'attuale governo restava incapace di affrontarla. Dopo il 21 novembre, il quotidiano cessò di criticare la Democrazia Cristiana.
Il 20 settembre 1926, cinque ufficiali militari, guidati dal capitano Antanas Mačiuika, organizzarono un comitato. I generali Vladas Nagevičius e Jonas Bulota erano tra i suoi membri. Circa un mese dopo, si formò un altro gruppo, il cosiddetto Quartier Generale Rivoluzionario (Revoliucinis generalinis štabas). Le due organizzazioni coordinarono strettamente i loro sforzi per raggiungere lo scopo prefissato. Entro il 12 dicembre, i militari avevano già pianificato azioni dettagliate, studiato le aree in cui l'azione avrebbe dovuto svolgersi e informato gli esponenti di spicco dell'Unione nazionale e della Democrazia Cristiana. Voci del piano raggiunsero pure i socialdemocratici, ma questi non presero provvedimenti né assunsero una posizione. Poco prima del colpo, si diffusero delle notizie false sui movimenti dell'esercito polacco nella regione di Vilnius; il suo scopo era quello di indurre le truppe a Kaunas che si sarebbero potenzialmente opposte al colpo di stato a muoversi verso Vilnius.

### Attuazione

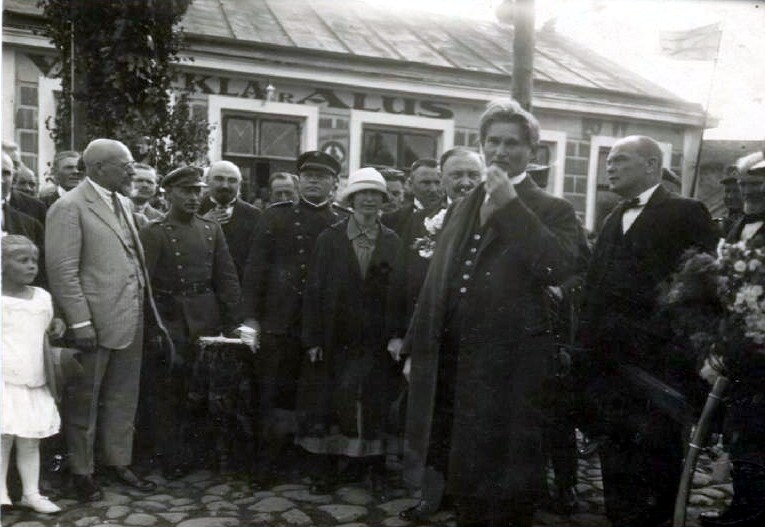
Il presidente Kazys Grinius in primo piano, estromesso dai militari nel giorno del suo sessantesimo compleanno

Nella tarda serata del 16 dicembre, il console sovietico informò Sleževičius di un possibile golpe la notte successiva, ma il lituano non prestò molta attenzione a questo avvertimento. Il colpo di Stato iniziò la notte del 17 dicembre 1926, mentre a Kaunas si celebrava il 60º compleanno del presidente Kazys Grinius, alla presenza di numerosi funzionari statali. La serie di disposizioni normative a loro sfavorevoli per il 1927, con i suoi tagli alle spese militari e ecclesiastiche, non aveva ancora comunque ricevuto l'approvazione. Durante la notte, le forze armate occuparono gli uffici militari e governativi centrali e arrestarono diversi funzionari. Il colonnello Kazys Škirpa, che aveva avviato il progetto di riforma militare, tentò di radunare delle truppe che contrastassero la realizzazione del golpe, ma fu presto sopraffatto e arrestato. I membri del Seimas si allontanarono come poterono per sfuggire alle manette e il presidente Grinius fu posto agli arresti domiciliari. Il colonnello Povilas Plechavičius venne scarcerato (stava scontando una condanna a 20 giorni per una scazzottata con un altro ufficiale) e dichiarato dittatore della Lituania. Più tardi quel giorno, il colonnello Plechavičius chiese a Smetona diventare il nuovo presidente e normalizzare la situazione. I militari si sforzarono di creare l'impressione che l'azione sovversiva fosse stata unicamente una loro iniziativa, che Smetona non fosse stato coinvolto affatto e che vi avesse aderito solo in risposta a un invito a servire come "salvatore della nazione". Il primo ministro Sleževičius si è dimesso e il presidente Grinius nominò Augustinas Voldemaras nuovo primo ministro.
Smetona e Voldemaras, entrambi rappresentanti dell'Unione nazionale lituana, invitarono i democristiani a unirsi a loro nella formazione di un nuovo governo che ristabilisse un certo grado di legittimità costituzionale. La parte acconsentì con riluttanza, preoccupata per il proprio prestigio. Guardando al prossimo futuro, i democristiani pensavano che avrebbero potuto facilmente vincere le prossime elezioni del Seimas, riconquistando il potere con mezzi costituzionali ed evitando l'associazione diretta con il colpo di stato. In linea con questa strategia, essi permisero ai membri dell'Unione nazionale lituana per assumere i posti più importanti.
In un primo momento, il presidente Grinius rifiutò di dimettersi, ma alla fine si persuase che l'invasione polacca fosse imminente e che Smetona avesse giurato di sostenere la costituzione. Il 19 dicembre si incontrarono 42 delegati del Seimas (senza i socialdemocratici o l'Unione Popolare Contadina) ed eletto Aleksandras Stulginskis come nuovo presidente del Seimas. Stulginskis rimase formale capo di Stato per alcune ore prima che Smetona fosse eletto presidente (38 deputati votarono a favore, due contrari e due astenuti). Anche il Seimas approvò un voto di fiducia nel nuovo gabinetto formato da Voldemaras. In tal modo si osservarono le formalità costituzionali. L'Unione nazionale lituana si assicurò altri ruoli importanti: Antanas Merkys assunse l'incarico di ministro della Difesa e Ignas Musteikis di ministro degli Interni.

## Conseguenze

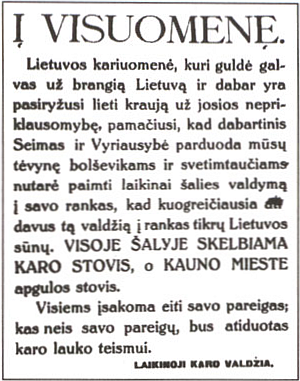
Un opuscolo distribuito a Kaunas in seguito al colpo di Stato che dichiarava la legge marziale e comandava a tutti di adempeire ai propri doveri quotidiani. Fu firmato dal governo temporaneo di guerra

La motivazione ufficiale fornita dai militari era che le loro azioni avevano impedito un imminente colpo di stato bolscevico, presumibilmente previsto per il 20 dicembre. Seguì l'imposizione della legge marziale e l'arresto di circa 350 attivisti comunisti più quattro esponenti di spicco (Karolis Požela, Juozas Greifenbergeris, Kazys Giedrys e Rapolas Čarnas, tutti giustiziati il 27 dicembre). Si trattò di un duro colpo per il PCL, che rimase inattivo per un po' di tempo. Non è mai stata trovata alcuna prova concreta che i comunisti avessero pianificato colpi di Stato in epoca successiva. Altri partiti e organizzazioni politiche non subirono la medesima brutalizzazione e, stando alle dichiarazioni dei militari, non ci fu nessuna vittima associata al golpe, a parte le quattro esecuzioni. Tuttavia, altre fonti citano il caso del capitano Vincas Jonuška, che sarebbe stato fucilato dalle guardie del palazzo presidenziale morendo il giorno dopo in ospedale.
Il riconoscimento internazionale del nuovo esecutivo non si rivelò difficile da ottenere. Le potenze occidentali non avevano guardato con fiducia alla ratifica del trattato di non aggressione con l'Unione Sovietica a settembre. Si desiderava dunque un cambiamento nella politica estera lituana, avvenuto proprio in concomitanza con l'avvento di Smetona. Non deve quindi suscitare sorpresa che l'inglese Daily Telegraph, il francese de Le Matin e lo statunitense New York Times scrivevano del golpe come intento a rompere il processo di avvicinamento a Mosca e a normalizzare le relazioni con la Polonia. Non si faceva nessun riferimento alla natura antidemocratica e incostituzionale alla base dell'evento. La stampa occidentale riferì della notizia senza stupore, valutandola come uno sviluppo positivo nella lotta lituana contro il bolscevismo. L'opinione diplomatica internazionale riteneva che un forte leader autoritario avrebbe fornito stabilità interna e che anche durante i primi anni della repubblica lituana non era stata genuinamente democratica, dal momento che molte libertà essenziali avevano affrontato lesioni per via dalla legge marziale.
I democristiani, ritenendo che il colpo di Stato fosse solo una misura temporanea, chiesero che si tenesse nuove elezioni per il Seim, ma Smetona si fermò. Aveva predetto che il suo partito non sarebbe stato popolare e che non sarebbe stato rieletto presidente. Nel frattempo, i nazionalisti stavano discutendo di modifiche costituzionali che avrebbero accresciuto i poteri del ramo esecutivo e ridotto al contempo i poteri del Seimas. Ad aprile, un gruppo di membri del Partito Contadino provò a organizzare un colpo di stato "in difesa della costituzione", ma i piani vennero scoperti e i ribelli arrestati. Tra i detenuti c'era un membro del Seimas, Juozas Pajaujis. Il 12 aprile 1927, il Seimas protestò contro l'arresto perché avvenuto in violazione dell'immunità parlamentare, evento a cui seguì la presentazione di una mozione di sfiducia contro il governo Voldemaras. Smetona, sfruttando il diritto costituzionale che in quel momento possedeva, sciolse il Seim. Violò comunque la carta costituzionale quando nei due mesi successivi impedì che si tenessero nuove elezioni. Ad aprile, i quotidiani democristiani, che avevano chiesto nuove elezioni, affrontarono un processo di censura. Il 2 maggio 1927, i democristiani si ritirarono dal governo, pensando che i nazionalisti agendo da soli non sarebbero stati in grado di sostenerlo. Di conseguenza, l'Unione dei nazionalisti acquisì il sopravvento nella sua disputa con un rivale molto più grande e influente, assumendo dunque il controllo assoluto dello stato.
Il colpo di stato del 1926 si rivelò un evento chiave nella Lituania interbellica; la dittatura sarebbe andata avanti per 14 anni. Nel 1935, il governo di Smetona proibì le attività di tutti gli altri partiti politici. Il colpo di Stato continuò a costituire un'incognita per la storiografia lituana in epoca sovietica, dal momento che l'URSS avrebbe continuato a descrivere la sua successiva occupazione della Lituania come una liberazione dal fascismo. L'Encyclopædia Britannica, tuttavia, descrive il regime come autoritario e nazionalista piuttosto che fascista. Gli apologeti del golpe lo descrissero come un correttivo a una forma estrema di parlamentarismo, giustificabile alla luce dell'immaturità politica della Lituania.